# Phuphena subvenata
Phuphena subvenata är en fjärilsart som beskrevs av William Schaus 1914. Phuphena subvenata ingår i släktet Phuphena och familjen nattflyn. Inga underarter finns listade i Catalogue of Life.